# 亨德森 (伊利諾伊州)
亨德森（英語：Henderson）是位於美國伊利諾伊州諾克斯縣的一個村落。

## 地理
亨德森的座標為41°01′26″N 90°21′20″W / 41.02389°N 90.35556°W，而該地最高點為海拔高度249米（即817英尺）。

## 人口
根據2010年美國人口普查的數據，亨德森的面積為0.69平方千米，當中陸地面積為0.69平方千米，而水域面積為0.00平方千米。當地共有人口255人，而人口密度為每平方千米369人。